# 결휘
결휘(1983년 11월 21일 ~ )는 대한민국의 연극 배우이다. 2004년 영화 데뷔를 시작하였다.

## 학력
- 경민대학 연기뮤지컬과 (졸업)

## 출연작

### 드라마
- 《우월한 하루》 (2022년) - 박정민 역
- 《바람이 분다》 (2019년) - 서 대리 역
- 《트랩》 (2019년)
- 《신의 퀴즈: 리부트》 (2018년) - 황경철 역
- 《으라차차 와이키키》 (2018년)
- 《마더》 (2018년)
- 《화유기》 (2018년)
- 《슬기로운 감빵생활》 (2018년)
- 《언터처블》 (2017년)
- 《하백의 신부 2017》 (2017년)
- 《보이스》 (2017년)
- 《뱀파이어 탐정》 (2016년)
- 《구여친클럽》 (2015년)
- 《해운대 연인들》 (2012년)
- 《닥터 진》 (2012년)
- 《맛있는 인생》 (2012년)
- 《인현왕후의 남자》 (2012년)
- 《난폭한 로맨스》 (2012년)
- 《뱀파이어 검사》 (2011년)
- 《폼나게 살거야》 (2011년)
- 《오작교 형제들》 (2011년)
- 《시크릿 가든》 (2010년)
- 《웃어라 동해야》 (2010년)
- 《별순검 시즌 3》 (2010년)
- 《장난스런 키스》 (2010년) - 쌍절곤 선배 역
- 《전우》 (2010년)
- 《국가가 부른다》 (2010년)
- 《볼수록 애교만점》 (2010년)

### 영화
- 《3일의 휴가》 (2023년) - 대식 역
- 《갓길로 달리는 코뿔소》 (2022년) - 동석 역
- 《유에스비》 (2020년) - 민구 역
- 《견: 버려진 아이들》 (2020년) - 최규혁 역
- 《결백》 (2020년) - 최 경장 역
- 《런 보이 런》 (2020년) - 한용 역
- 《브레이크》 (2019년) - 쌍길 역
- 《뺑반》 (2019년) - 스포츠카남 역
- 《국가부도의 날》 (2018년) - 20년 후 정학 접대남 역
- 《상류사회》 (2018년) - 조폭 1 역
- 《게이트》 (2018년) - 동구 역
- 《갓길로 달리는 코뿔소》 (2017년) - 동석 역
- 《련희와 연희》 (2017년)
- 《택시운전사》 (2017년) - 한성용 역 (천만영화)
- 《옥자》 (2017년)
- 《프리즌》 (2017년)
- 《신기루》 (2016년)
- 《여고생》 (2016년)
- 《하프》 (2016년)
- 《화장》 (2015년)
- 《여고생》 (2015년)
- 《사건기록》 (2015년)
- 《손님》 (2015년)
- 《연평해전》 (2015년)
- 《명량》 (2014년) - 배설부장 역 (천만영화)
- 《스톤》 (2014년)
- 《우아한 거짓말》 (2014년)
- 《스파이》 (2013년)
- 《고령화가족》 (2013년) - 횟집손님 역
- 《화이: 괴물을 삼킨 아이》 (2013년)
- 《분노의 윤리학》 (2013년)
- 《전망 좋은 집》 (2012년)
- 《간첩》 (2012년) - 1층 안가 요원 역
- 《웨딩스캔들》 (2012년)
- 《시체가 돌아왔다》 (2012년)
- 《광해, 왕이 된 남자》 (2012년)
- 《오직 그대만》 (2011년)
- 《챔프》 (2011년)
- 《푸른소금》 (2011년)
- 《고지전》 (2011년) - 분대장 역
- 《나는 아빠다》 (2011년)
- 《서유기 리턴즈》 (2011년)
- 《황해》 (2011년)
- 《불량남녀》 (2010년)
- 《바람의 파이터》 (2004년)

### 뮤지컬
- 돌아온 고교얄개 (2009년)
- 바람을 불어라 (2009년)
- 스페셜 레터 (2009년)
- 시간에 쇼케이스 (2007년)
- 내래 조선에서 왔습니다 (2007년)
- 부비콩따콩 (2007년)
- 카르멘 (2004년)